# Cuenca de Campos
Cuenca de Campos és un municipi de la comarca de Tierra de Campos de la província de Valladolid, a la comunitat autònoma espanyola de Castella i Lleó. Té una superficie de 47,93 km², l'any 2019 tenia 224 habitants i una densitat de 4,78 hab/km².

## Demografia
| 1991 | 1996 | 2001 | 2004 |
| ---- | ---- | ---- | ---- |
| 326  | 306  | 270  | 259  |